# Serov (Rusia)

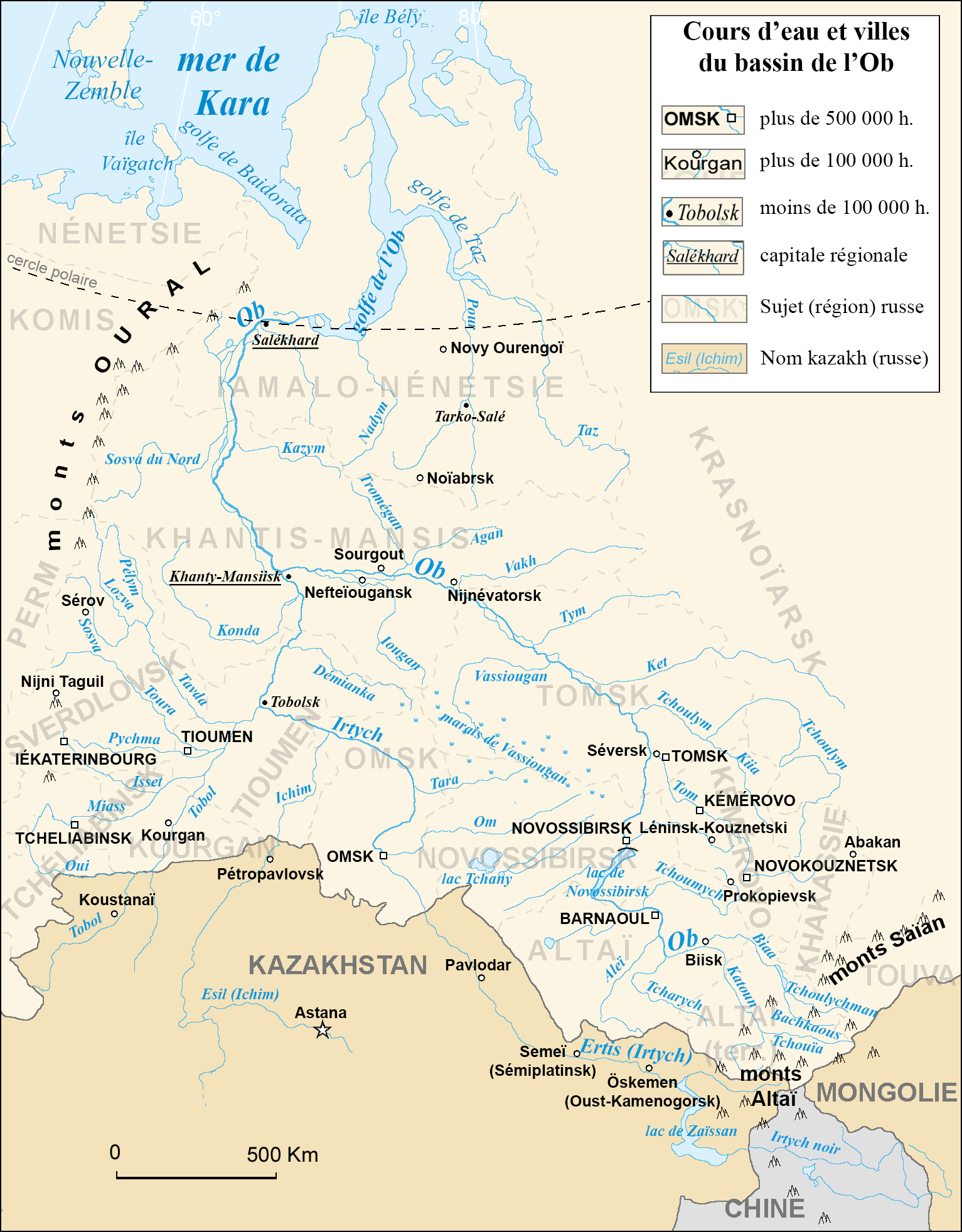
Serov en un mapa del río Obi

Serov (del ruso: Серов) es una ciudad de la Federación Rusa, situada en el óblast de Sverdlovsk. La población es de 98.000 personas. Serov es un gran nudo industrial, cultural y de transporte del óblast de Sverdlovsk. Está situada en el norte de la región de Sverdlovsk, sobre la falda oriental de los montes Urales, en la frontera entre Urales Medios y los del norte. Por el centro de la ciudad pasa el río Kakva — el aflujo justo del río Sosvy (la piscina de la Ob). La distancia hasta el centro de la región — (Ekaterimburgo): por ferrocarril — 388 km, por la autopista — 344 km.